# Allophylus cobbe
Allophylus cobbe es una especie de planta perteneciente a la familia de las sapindáceas. Se distribuye por el Viejo Mundo.

## Descripción
Tiene las hojas alternas y dispuestas en espiral. El fruto es  comestible, como en Sapindus trifoliatus.

## Taxonomía
Allophylus cobbe fue descrita por (Carl Linnaeus) Ernst Adolf Raeuschel y publicado en Nomenclator Botanicus, ed. 3 108. en el año 1797.
Variedades aceptadas
- Allophylus cobbe var. pinnatus (Choux) Capuron

Sinonimia
| - Allophylus cobbe f. racemosus Hiern - Allophylus serrulatus Radlk. - Allophylus zimmermannianus Gilg ex Engl. - Aporetica gemella DC. - Ornitrophe aporetica Roxb. - Ornitrophe asiatica Steud. - Ornitrophe borbonica J.F.Gmel. - Ornitrophe cobbe Willd. - Ornitrophe glabra Roxb. - Ornitrophe malabarica Hiern - Ornitrophe mauritiana Bojer ex Baker - Ornitrophe schmidelia Pers. - Ornitrophe serrata Roxb. - Ornitrophe villosa Roxb. - Picrodendron arboreum (Mill.) Planch. - Pometia ternata Willd. - Pometia ternata G.Forst. - Schmidelia adenophylla Wall. - Schmidelia aporetica Wall. ex Kurz - Schmidelia cobbe DC. | - Schmidelia cochinchinensis DC. - Schmidelia dentata Wall. ex Voigt - Schmidelia distachya DC. - Schmidelia glabra Roxb. ex Wall. - Schmidelia grossedentata Turcz. - Schmidelia kobbe Lam. - Schmidelia macrophylla Zipp. ex Span. - Schmidelia obovata A.Gray - Schmidelia orientalis Sw. - Schmidelia ornitrophioides Wall. - Schmidelia parviflora Zipp. ex Span. - Schmidelia racemosa L. - Schmidelia rheedei Wight - Schmidelia rhomboidalis Nadeaud - Schmidelia serrata DC. - Schmidelia spicata DC. - Schmidelia ternata Cambess. - Schmidelia vestita Wall. - Schmidelia villosa Wight - Toxicodendrum cobbe Gaertn. - Usubis triphylla Burm.f. |